# Berčinovac
Berčinovac (izvirno srbsko Берчиновац) je naselje v Srbiji, ki upravno spada pod Občino Knjaževac; slednja pa je del Zaječarskega upravnega okraja.

## Demografija
V naselju, katerega izvirno (srbsko-cirilično) ime je Берчиновац, živi 158 polnoletnih prebivalcev, pri čemer je njihova povprečna starost 55,4 let (52,7 pri moških in 57,5 pri ženskah). Naselje ima 72 gospodinjstev, pri čemer je povprečno število članov na gospodinjstvo 2,39.
To naselje je popolnoma srbsko (glede na rezultate popisa iz leta 2002), a v času zadnjih treh popisov je opazno zmanjšanje števila prebivalcev.
|  |

| Demografija | Demografija     | Demografija     |
| Leto        | Št. prebivalcev | Št. prebivalcev |
| ----------- | --------------- | --------------- |
|             |                 |                 |
|             |                 |                 |
|             |                 |                 |
|             |                 |                 |
| 1948        | 566             |                 |
| 1953        | 588             |                 |
| 1961        | 537             |                 |
| 1971        | 434             |                 |
| 1981        | 359             |                 |
| 1991        | 236             | 236             |
| 2002        | 174             | 172             |
|             |                 |                 |

| Etnična sestava po popisu iz leta 2002 | Etnična sestava po popisu iz leta 2002 | Etnična sestava po popisu iz leta 2002 | Etnična sestava po popisu iz leta 2002 | Etnična sestava po popisu iz leta 2002 |
| -------------------------------------- | -------------------------------------- | -------------------------------------- | -------------------------------------- | -------------------------------------- |
| Srbi                                   | Srbi                                   |                                        | 172                                    | 100,0%                                 |
| Neznano                                | Neznano                                |                                        | 0                                      | 0,0%                                   |